# 20e Match des étoiles de la Ligue nationale de hockey
Match précédent Match suivant
Le 20e Match des étoiles de la Ligue nationale de hockey fut tenu le 18 janvier 1967 dans le domicile des Canadiens de Montréal, le Forum de Montréal. Ce fut le seul Match des étoiles de l'histoire de la LNH qui se termina par un blanchissage et ce, grâce aux gardiens Charlie Hodge et Gary Bauman qui bloquèrent conjointement 35 tirs au but pour permettre aux Canadiens de Montréal de l'emporter face aux étoiles de la LNH par la marque de 3 à 0. L'étoile de la rencontre fut Henri Richard des Canadiens qui marqua le but gagnant en plus d'obtenir une mention d'assistance.

## Effectif

### Canadiens de Montréal
- Entraîneur-chef : Toe Blake.

Gardiens de buts
- 01 Charlie Hodge.
- 30 Gary Bauman.

Défenseurs :
- 02 Jacques Laperrière.
- 03 Jean-Claude Tremblay.
- 10 Ted Harris.
- 17 Jean-Guy Talbot.
- 19 Terry Harper.
- 23 Noel Price.

Attaquants :
- 06 Ralph Backstrom, C.
- 08 Dick Duff, AG.
- 11 Claude Larose, AD.
- 12 Yvan Cournoyer, AD.
- 14 Claude Provost, AD.
- 15 Bobby Rousseau, AD.
- 16 Henri Richard, C.
- 18 André Boudrias, AG.
- 20 Dave Balon, AG.
- 21 Gilles Tremblay, AG.
- 22 John Ferguson, AG.

### Étoiles de la LNH
- Entraîneur-chef : Sid Abel ; Red Wings de Détroit.

Gardiens de buts :
- 01 Glenn Hall ; Blackhawks de Chicago.
- 24 Eddie Giacomin ; Rangers de New York.

Défenseurs :
- 02 Allan Stanley ; Maple Leafs de Toronto.
- 03 Harry Howell ; Rangers de New York.
- 04 Jim Neilson ; Rangers de New York.
- 12 Pat Stapleton ; Blackhawks de Chicago.
- 18 Pierre Pilote ; Blackhawks de Chicago.

Attaquants
- 07 Norm Ullman, C ; Red Wings de Détroit.
- 08 Bob Nevin, AD ; Rangers de New York.
- 09 Gordie Howe, AD ; Red Wings de Détroit.
- 10 Alex Delvecchio, C ; Red Wings de Détroit.
- 11 Bobby Hull, AG ; Blackhawks de Chicago.
- 14 Dave Keon, C ; Maple Leafs de Toronto.
- 15 Rod Gilbert, AD ; Rangers de New York.
- 16 Murray Oliver, C ; Bruins de Boston.
- 21 Stan Mikita, C ; Blackhawks de Chicago.
- 22 Frank Mahovlich, AG ; Maple Leafs de Toronto.

## Feuille de match
| No                                                                                              | Score            | Équipe           | Buteur (Passeur(s))           | Temps            |                  |
| Première période                                                                                | Première période | Première période | Première période              | Première période | Première période |
| ----------------------------------------------------------------------------------------------- | ---------------- | ---------------- | ----------------------------- | ---------------- | ---------------- |
| 1                                                                                               | 1-0              | Montréal         | Richard (Rousseau - Harper)   | 14:03            |                  |
| 2                                                                                               | 2-0              | Montréal         | Ferguson (Larose)             | 15:59            |                  |
| Pénalité : Aucune                                                                               |                  |                  |                               |                  |                  |
| Deuxième période                                                                                |                  |                  |                               |                  |                  |
| Aucun but                                                                                       |                  |                  |                               |                  |                  |
| Pénalité : Howell (LNH) genou 6:58 ; Richard (Mtl) trébuché 7:19 ; Ferguson (Mtl) Rudesse 10:00 |                  |                  |                               |                  |                  |
| Troisième période                                                                               |                  |                  |                               |                  |                  |
| 3                                                                                               | 3-0              | Montréal         | Ferguson (Richard - Rousseau) | 19:52            |                  |
| Pénalité : Aucune                                                                               |                  |                  |                               |                  |                  |

Gardiens :
- Montréal : Hodge (1re et 3e période), Bauman (2e période).
- LNH : Hall (30:00), Giacomin (30:00, est entré à 10:00 de la 2e période).

Tirs au but :
- Montréal (30) 14 - 07 - 09
- LNH (35) 10 - 10 - 15

Arbitres : Vern Buffey
Juges de ligne : Neil Armstrong, Matt Pavelich